# William H. Bulkeley
William Henry Bulkeley (* 2. März 1840 in East Haddam, Connecticut; † 7. November 1902 in Hartford, Connecticut) war ein US-amerikanischer Politiker. Zwischen 1881 und 1883 war er Vizegouverneur des Bundesstaates Connecticut.

## Werdegang
William Bulkeley war der jüngere Bruder von Morgan Bulkeley (1837–1922), der sowohl Gouverneur von Connecticut als auch US-Senator für diesen Staat war. Der Vater der Brüder war Mitglied in beiden Kammern der Connecticut General Assembly. Im Jahr 1847 zog die Familie nach Hartford. William besuchte die dortige High School, die er aber vorzeitig und ohne Abschluss verließ. Anschließend arbeitete er als Ladenangestellter in einem Kurzwarengeschäft. Im März 1857 zog er nach Brooklyn in New York, wo er bei der Firma H. P. Morgan & Co in derselben Branche arbeitete. Später machte er sein eigenes Geschäft auf. Während des Bürgerkrieges diente Bulkeley im Heer der Union. Im Jahr 1868 kehrte er nach Hartford zurück, wo er die Firma Kellog & Bulkeley Company gründete, deren Präsident er für viele Jahre blieb. Außerdem war er Vizepräsident der Lebensversicherungsgesellschaft Aetna Life Insurance Company.
Politisch schloss er sich der Republikanischen Partei an. Fünf Jahre lang gehörte er dem Stadtrat von Hartford an, wobei er ein Jahr lang dessen Vorsitz innehatte. Außerdem saß er im dortigen Straßenbauausschuss. Im Jahr 1880 wurde Bulkeley an der Seite von Hobart B. Bigelow zum Vizegouverneur von Connecticut gewählt. Dieses Amt bekleidete er zwischen 1881 und 1883. Dabei war er Stellvertreter des Gouverneurs und Vorsitzender des Staatssenats. Im Jahr 1882 kandidierte er erfolglos für das Amt des Gouverneurs. Danach ist er politisch nicht mehr in Erscheinung getreten. Er starb am 7. November 1902 in Hartford.